# Фигероа, Виктор (биатлонист)
Виктор Фигероа (исп. Víctor Figueroa) — аргентинский  биатлонист, участник зимних Олимпийских игр 1984 года.

## Карьера
Первым международным стартом для аргентинца стал чемпионат мира 1981 года в финском Лахти. На нём он выступил в индивидуальной гонке, в которой, допустив 15 промахов, занял последнее 78-е место, отстав от победителя — финна Иколы Хейкки на 43 минуты и 50 секунд.
В 1984 году был членом сборной Аргентины на зимних Олимпийских играх. В индивидуальной гонке он стал 55-м, а в спринте — 61-м, опередив представителей Кореи и Тайваня.

### Участие в Чемпионатах мира
| Год  | Место проведения | Инд | Спр | Эст |
| 1981 | ЧМ Лахти         | 78  | —   | 19  |

### Участие в Олимпийских играх
| Год  | Место проведения | Инд | Спр | Эст |
| 1984 | Сараево          | 55  | 61  | —   |